# 堀之内 (八王子市)
堀之内（ほりのうち）は、東京都八王子市の地名。現行行政地名は堀之内二丁目及び堀之内三丁目と堀之内。住居表示未実施区域。郵便番号は192-0355（八王子南郵便局管区）。

## 地理

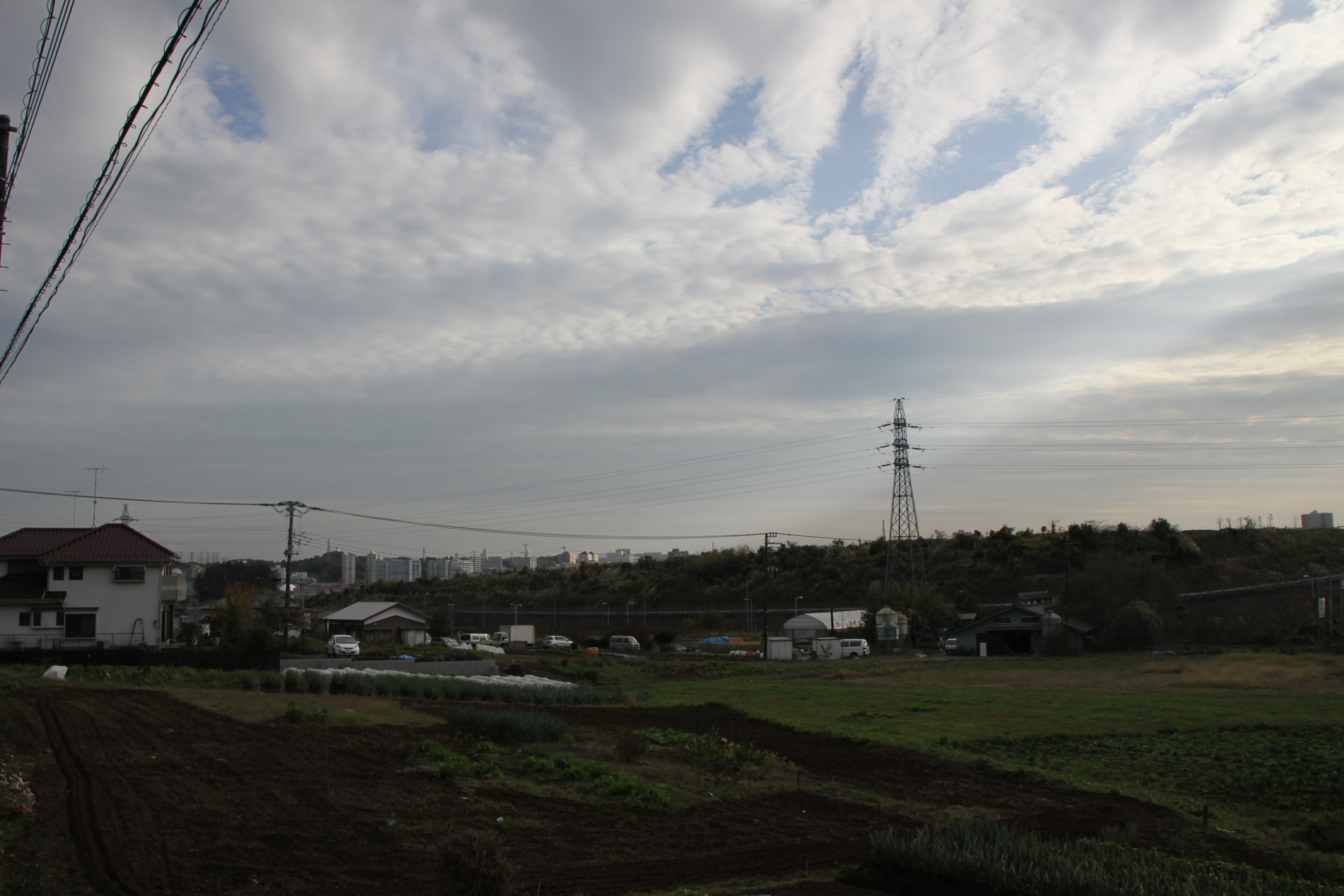
堀之内の風景

東京都八王子市の南部に位置する。東で松が谷・東中野、東南で別所、西で松木・南陽台、北で日野市平山・日野市程久保と隣接する。堀之内2・3丁目と堀之内とで開発状況が大きく異なっている。デジタル放送難視聴地区に指定され地デジ難視対策衛星放送対象リスト(ホワイトリスト)に掲載されているため，地デジ放送を視聴するには衛星を経由することになる。
- 堀之内2・3丁目

京王堀之内駅を中心に開発されておりほぼ開発は完了している。
- 堀之内

多摩ニュータウンの開発地域内であるがマンションなどはほとんど無く、新たに住んだ住民は少ないが、北東部に積水ハウスと大和ハウス工業によって681戸の東京森都心 多摩ニュータウン東山が誕生した。
牧場や養鶏、畑などがあり里山の風景を残している。北西は多摩丘陵西部緑地保全地域に指定されている。

### 地価
住宅地の地価は、2014年（平成26年）1月1日の公示地価によれば、堀之内3丁目17番12の地点で15万8000円/m2となっている。

## 歴史

### 地名の由来
平安時代にこの地を拠点としていた地元武士団武蔵七党の「西党一族」の館周辺の堀の内側であったことに由来する。「堀」があったのは平安時代の話であり、堀の跡は現存しない。
また駅建設中には人骨が出土し、後にこの人骨は縄文・弥生期のものであったことが判明、人骨以外にも多数の縄文土器・弥生土器や石器や竪穴建物跡など、さまざまな遺物が出土した。東京都埋蔵文化財センター（堀之内分室）

### 沿革
- 1889年（明治22年）4月1日 - 町村制施行に伴い、下柚木村・上柚木村・南大沢村・松木村・越野村・中山村・堀之内村・別所村・東中野村・大塚村・鑓水村が合併し、神奈川県南多摩郡由木村として成立する。下柚木の永林寺に村役場が設置される。
- 1893年（明治26年）4月1日 - 南多摩郡が、神奈川県から東京府に移管され、東京府南多摩郡由木村となる。
- 1913年（大正2年） - 永林寺山門前に、村役場庁舎が完成する。
- 1918年（大正7年） - 村内の学校の統廃合が実施され、由木尋常高等小学校（現・八王子市立由木中央小学校）を中心に、東分教場（現・東京都八王子市立由木東小学校）と西分教場（現・東京都八王子市立由木西小学校）が設置される。
- 1927年（昭和2年） - 由木郵便取扱所が開設される。
- 1929年（昭和4年） - 由木乗合によって由木小学校前（現由木中央小学校）〜八王子郵便局（現横山町郵便局）間が開通する。[6]
- 1938年（昭和13年） - 由木乗合が京王電気軌道と合併する。[6]
- 1943年（昭和18年）7月1日 - 東京都制が施行され、東京都南多摩郡由木村となる。
- 1964年（昭和39年）8月1日 - 八王子市に編入し、由木村は廃止となる。

## 世帯数と人口
2017年（平成29年）12月31日現在の世帯数と人口は以下の通りである。
| 町丁・丁目   | 世帯数    | 人口    |
| ------------ | --------- | ------- |
| 堀之内       | 1,327世帯 | 3,702人 |
| 堀之内二丁目 | 706世帯   | 1,176人 |
| 堀之内三丁目 | 1,645世帯 | 2,923人 |
| 計           | 3,678世帯 | 7,801人 |

## 小・中学校の学区
市立小・中学校に通う場合、学区は以下の通りとなる。
| 町丁・丁目   | 番地                                                                             | 小学校                   | 中学校               | 通学許可校                                                              |
| ------------ | -------------------------------------------------------------------------------- | ------------------------ | -------------------- | ----------------------------------------------------------------------- |
| 堀之内       | 469番地                                                                          | 八王子市立秋葉台小学校   | 八王子市立別所中学校 |                                                                         |
| 堀之内       | 3038〜3040番地                                                                   | 八王子市立秋葉台小学校   | 八王子市立由木中学校 |                                                                         |
| 堀之内       | 470〜475番地 943〜1026番地 1028〜1990番地 2034〜2037番地 2163番地 3001〜3037番地 | 八王子市立由木中央小学校 | 八王子市立由木中学校 |                                                                         |
| 堀之内       | その他                                                                           | 八王子市立由木東小学校   | 八王子市立由木中学校 |                                                                         |
| 堀之内二丁目 | 11番地以降                                                                       | 八王子市立由木東小学校   | 八王子市立由木中学校 |                                                                         |
| 堀之内二丁目 | 1〜6番地                                                                         | 八王子市立由木中央小学校 | 八王子市立由木中学校 |                                                                         |
| 堀之内二丁目 | その他                                                                           | 八王子市立秋葉台小学校   | 八王子市立別所中学校 | 八王子市立由木東小学校 八王子市立由木中学校                             |
| 堀之内三丁目 | 3〜17番地 21〜22番地 24〜36番地                                                  | 八王子市立秋葉台小学校   | 八王子市立別所中学校 | 八王子市立由木東小学校 八王子市立由木中学校                             |
| 堀之内三丁目 | 18〜20番地 23番地                                                                | 八王子市立秋葉台小学校   | 八王子市立別所中学校 |                                                                         |
| 堀之内三丁目 | その他                                                                           | 八王子市立由木中央小学校 | 八王子市立由木中学校 | 八王子市立松木小学校 八王子市立松木中学校（松木小卒業の場合は入学可能） |

## 交通

### 鉄道
- 京王電鉄

　京王相模原線　：　京王堀之内駅

### 道路
- 東京都道158号小山乞田線（多摩ニュータウン通り）
- 東京都道20号・神奈川県道525号府中相模原線（野猿街道）
- 東京都道155号町田平山八王子線（平山通り）

## 施設

### 教育
- 東京薬科大学
- 東京農工大学農学部FM多摩丘陵

### 商業
- BOOK OFF八王子堀之内店
- フードワン八王子堀之内店
- ラーメン二郎八王子野猿街道2

### 郵便局・金融機関
- 京王堀之内駅前郵便局

### 公園
- 平山城址公園
- 堀之内芝原公園
- 番場公園
- 堀之内寺沢里山公園
- 堀之内こぶし緑地

### その他
- 京王電鉄平山研修センター（京王資料館）
- 保井寺
  - 新選組隊士の斎藤一諾斎の墓がある。
- 善照寺
- 北八幡神社
- 南八幡宮

## ロケ地としての堀之内
読売テレビ多摩スタジオがあったため、テレビドラマのロケ撮影地となる機会が多かった。
撮影地として使われた作品（一部）
- 次男次女ひとりっ子物語（1991年10月 - 12月・TBS）
- いちご白書（1993年1月 - 3月・EX）
- 家なき子（1994年4月 - 7月・NTV）
- 総天然色漫画映画 平成狸合戦ぽんぽこ※（1994年7月公開・スタジオジブリ）
- 最高の恋人（1995年4月 - 6月・EX）
- ボーイハント（1998年7月 - 9月・CX）
- リップスティック（1999年4月 - 6月・CX）
- 二千年の恋（2000年1月 - 3月・CX）
- ギンザの恋（2002年1月 - 2月・NTV）
  - 多摩スタジオで撮影された最後の作品でもある。
- リモート（2002年10月 - 12月・NTV）
- 最後の弁護人（2003年1月 - 3月・NTV）
- 東京ラブ・シネマ（2003年4月 - 6月・CX）
- よい子の味方 〜新米保育士物語〜（2003年1月 - 3月・NTV）
- 僕だけのマドンナ（2003年7月 - 9月・CX）
- 白い巨塔（2003年10月 - 2004年3月・CX）
- 光とともに…（2004年4月 - 6月・NTV）
- 新しい風（2004年4月 - 6月・TBS）
- 87%（2005年1月 - 3月・NTV）
- H2〜君といた日々（2005年1月 - 3月・TBS）
- 幸せになりたい!（2005年7月 - 9月・TBS）
- 花より男子（2005年10月 - 12月・TBS）
- 1リットルの涙（2005年10月 - 12月・CX）
- ウルトラマンメビウス（2006年4月 - 2007年3月・TBS）
- トップキャスター（2006年4月 - 6月・CX）
- 富豪刑事デラックス（2006年4月 - 6月・EX）
- 七人の女弁護士 第4シリーズ（2006年4月 - 6月・EX）
- ディロン〜運命の犬（2006年5月 - 7月・NHK）
- マイ☆ボス マイ☆ヒーロー（2006年7月 - 9月・NTV）
- 14才の母（2006年10月 - 12月・NTV）
- 今週、妻が浮気します（2007年1月 - 3月・CX）
- プロポーズ大作戦（2007年4月 - 6月・CX）
- わたしたちの教科書（2007年4月 - 6月・CX）
- 彼女との正しい遊び方（2007年3月・EX）
- 有閑倶楽部（2007年10月 - 12月・NTV）
- 4姉妹探偵団（2008年1月 - ・EX）
- 1ポンドの福音（2008年1月 - ・NTV）

※アニメ映画「平成狸合戦ぽんぽこ」では舞台として登場した。また、劇中に登場する変化狐の竜太郎（声：福澤朗日本テレビアナウンサー（当時））は、堀之内出身となっている。